# San Diego (Sonora)
San Diego es una ranchería del municipio de Benjamín Hill ubicada en el centro del estado mexicano de Sonora, en la región del desierto de Sonora. La ranchería es la segunda localidad más habitada del municipio, sólo después del pueblo de Benjamín Hill, el cual es la cabecera municipal, ya que según los datos del Censo de Población y Vivienda realizado en 2020 por el Instituto Nacional de Estadística y Geografía (INEGI), San Diego tiene un total de 59 habitantes.

## Geografía
Véase también: Geografía del municipio de Benjamín Hill.
San Diego se sitúa en las coordenadas geográficas 30°19'35" de latitud norte y 111°6'44" de longitud oeste del meridiano de Greenwich, a una elevación de 689 metros sobre el nivel del mar.